# ルイス・モリス

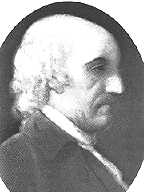
ルイス・モリス

ルイス・モリス（英:Lewis Morris、1726年4月8日-1798年1月22日）は、アメリカ合衆国ニューヨークのモリサニア出身の土地所有者であり、開発者である。アメリカ独立戦争中の大陸会議にはニューヨーク選出の代議員として出席しアメリカ独立宣言に署名した。
モリスはルイスと名付けられた者では3番目であり、モリサニアの家族領地で生まれた。父の名もルイス・モリス、母はカトリンチェあるいはキャサリン・（スターツ）・モリスであった。曾祖父のリチャード（1672年没）は1648年のイングランド内戦でオリバー・クロムウェル軍に加わった後でバルバドスを経てニューヨークに移民してきた。ブロンクスに最初の土地を購入し、これがモリサニア荘園の基礎となった。リチャードとその若い妻が死んだとき、やはりルイスという名前の幼い息子が残された。このときやはりバルバドスからリチャードの兄弟のルイス・モリス大佐がやってきて、故人に属しており今は幼い甥のものとなった領地の経営を助けた。最終的に幼かったルイス・モリス (1671-1746)は、子供が無かった叔父とその妻が亡くなったときに父の資産を継承した。このルイスがイザベラという女性と結婚し、領地を拡げて特許を得、さらにニュージャージー植民地の知事にもなった。
ルイス・モリスは父が1762年に死んだときに領地の大半を相続した。ニューヨークの著名な土地所有者として1760年には植民地の海事裁判所判事に指名された。アメリカ独立戦争が近付いてくると、1774年にこの職を辞した。1769年には植民地議会議員に選ばれていた。

## アメリカ独立戦争
独立の動きが活発になり、モリスはニューヨーク邦議会（革命議会）の議員を1775年から1777年まで務めた。この議会が同じ期間大陸会議の代議員としてモリスを送り出した。
大陸会議では独立の活動的支持者となり、1776年にアメリカ独立宣言に署名した。モリスの兄弟が反乱軍の文書に署名した後にくる影響を警告したとき、モリスは「いまいましい影響だ。私にはペンをくれ」と言った。
ルイスは1777年にニューヨークに戻り、1778年から1781年と1783年から1790年までニューヨーク邦議会上院議員を務めた。異母弟のガバヌーア・モリスは下院議員に名を連ねた。1788年にニューヨーク邦がアメリカ合衆国憲法批准会議を開いたとき、その代議員となった。
アメリカ独立戦争中にイギリス軍がニューヨークを占領しモリスの領地は略奪され燃やされていたので、戦後は領地を立て直す必要があった。1790年、モリサニアに隣接するサウス・ブロンクス地区の一部をアメリカ合衆国の首都の用地として提供した。モリスはこの領地で死に、ブロンクスにあるセントアン聖公会教会の家族墓地に葬られている。

## 家族
祖父のルイスとイザベラには多くの子供があった。父のルイス・モリス・ジュニアはキャサリン・スターツおよびサラ・ガバヌーアと結婚した。ルイス・ジュニアは二人の妻との間に7人の子供ができ、本稿のルイス・モリスは3番目の子である。兄弟、異母兄弟の名前はスターツ、メアリー・ローレンス、ガバヌーア、イザベラ、キャサリンおよびリチャードである。
- 祖父のルイス・モリスの曾孫、メアリー・アンティルは下院議員ジョン・ランシングの兄弟ジェリット・G・ランシングと結婚した。（ジョン・ランシングの娘サラはアメリカ独立宣言の署名者フィリップ・リビングストンの曾孫エドワード・リビングストンと結婚した。）
- モリスの叔父はペンシルベニア州知事ロバート・ハンター・モリスである。
- 姻戚の従兄弟はニュージャージー州知事のウィリアム・パターソンであり、ニューヨーク州副知事（またオールバニ市長のフィリップ・スカイラー・ヴァン・ランセラーの兄弟）スティーブン・ヴァン・ランセラーの義父である。
- 息子のルイス・モリス・ジュニア名誉中佐はサウスカロライナ州アカビー・プランテーションのアン・B・エリオットと結婚した。アンの姉妹は下院議員ダニエル・フーガーと結婚した
- 娘のヘレナはニュージャージー州選出の上院議員ジョン・ラザファードの妻である。
- 叔母のエリザベス・モリスは大陸軍将軍アンソニー・ウォルトン・ホワイトの母である。
- 曾孫に南軍の士官チャールズ・マニゴールト・モリスがいる。